# Monstera tenuis
Monstera tenuis là một loài thực vật có hoa trong họ Ráy (Araceae). Loài này được K.Koch mô tả khoa học đầu tiên năm 1855.